# Chorinaeus talpa
Chorinaeus talpa är en stekelart som först beskrevs av Alexander Henry Haliday 1838.  Chorinaeus talpa ingår i släktet Chorinaeus och familjen brokparasitsteklar. Arten är reproducerande i Sverige. Inga underarter finns listade i Catalogue of Life.